# 光原百合
光原 百合（みつはら ゆり、1964年5月6日 - 2022年8月24日）は、日本の小説家、児童文学作家、翻訳家。本名同じ。尾道市立大学芸術文化学部日本文学科教授。絵本・詩・翻訳も手掛けている。日本推理作家協会会員、本格ミステリ作家クラブ会員。

## 来歴
広島県尾道市出身。1982年広島県立尾道東高等学校卒業。1986年大阪大学文学部文学科卒業、1996年同大学院博士後期課程単位取得満期退学。
1980年代から「詩とメルヘン」に投稿を続けて童話や詩集を発表し、1990年代からは吉野桜子名義で推理小説の短編も発表していた。1998年、『時計を忘れて森へいこう』で推理小説界に公式デビューした。以降、寡作ではあるが日常の謎系の推理作品を発表し続け、2002年には短編小説「十八の夏」で第55回日本推理作家協会賞短編部門を受賞した。その頃より演劇にも興味を持ち、『最後の願い』の舞台として小劇団をとりあげている。
尾道短期大学講師、同助教授、尾道大学芸術文化学部講師、尾道市立大学芸術文化学部日本文学科教授。英語を教えるほか、専門演習などで創作指導をし、推理小説研究部の顧問として後進を指導した。
2022年8月24日、死去。58歳没。

## 作品

### 小説

#### 単行本
- 時計を忘れて森へいこう（1998年4月 東京創元社 / 2006年6月 創元推理文庫）
- 遠い約束（2001年3月 創元推理文庫）
- 十八の夏（2002年8月 双葉社 / 2004年6月 双葉文庫 / 2016年8月 双葉文庫【新装版】）※日本推理作家協会賞受賞作「十八の夏」を含む。
  - 収録作品：十八の夏 / ささやかな奇跡 / 兄貴の純情 / イノセント・デイズ
- 最後の願い（2005年2月 光文社 / 2007年10月 光文社文庫）
- 銀の犬（2006年7月 角川春樹事務所 / 2008年5月 ハルキ文庫）
- 橋を渡るとき（2008年11月 岩崎書店 現代ミステリー短編集）※「紅迷宮」、「時計を忘れて森へ行こう」、「十八の夏」からの選集
  - 収録作品：兄貴の純情 / 橋を渡るとき / 時計を忘れて森へいこう 第1話
- イオニアの風（2009年8月 中央公論新社 / 2015年4月 中公文庫）
- 扉守 潮ノ道の旅人（2009年11月 文藝春秋 / 2012年8月 文春文庫）
  - 収録作品：帰去来の井戸 / 天の音、地の声 /扉守 / 桜絵師 / 写想家 / 旅の編み人 / ピアニシモより小さな祈り
- やさしい共犯、無欲な泥棒 珠玉短篇集（2023年7月 文春文庫）
  - 収録作品：黄昏飛行 / 黄昏飛行 涙の理由 / 不通 / 花散る夜に / やさしい共犯 / 無欲な泥棒──関ミス連始末記 / 花吹雪 / 弥生尽の約束 / 何もできない魔法使い

#### アンソロジー収録短編
「」内が光原百合の作品
- 本格推理6 悪意の天使たち（1995年5月 光文社文庫）「やさしい共犯」※吉野桜子名義
- 本格推理9 死角を旅する者たち（1996年12月 光文社文庫）「無欲な泥棒－関ミス連始末記」※吉野桜子名義
- 本格推理12 盤上の散歩者たち（1998年7月 光文社文庫）「消えた指輪」
- 自選ショートミステリー2 ミステリー傑作選・特別編(6)（2001年10月 講談社文庫）「花影」
- 紅迷宮 ミステリーアンソロジー（2002年6月 祥伝社文庫）「橋を渡るとき」
- ザ・ベストミステリーズ 2002 推理小説年鑑（2002年7月 講談社）「十八の夏」
  - 【分冊・改題】トリック・ミュージアム ミステリー傑作選（2005年8月 講談社文庫）
- あのころの宝もの ほんのり心が温まる12のショートストーリー（2003年3月 メディアファクトリー）
  - 【改題】ありがと。 あのころの宝もの十二話（2004年10月 MF文庫ダ・ヴィンチ）「届いた絵本」
- 翠迷宮 ミステリーアンソロジー（2003年6月 祥伝社文庫）「わが麗しのきみよ……」
- 事件を追いかけろ（2004年12月 光文社 カッパ・ノベルス / 2009年4月 光文社文庫）「花をちぎれないほど…」
- 小説 ルパン三世（2005年2月 フタバノベルス / 2011年6月 双葉文庫）「1-1=1」
- 尾道草紙（2006年2月 尾道大学創作民話の会）「雁木の夢」
- 嘘つき。 やさしい嘘十話（2006年9月 MF文庫ダ・ヴィンチ）「木漏れ陽色の酒」
- 尾道草紙2（2007年3月 尾道大学創作民話の会）「花吹雪」
- 別冊尾道草紙 尾道ベッチャー祭り二百年記念号（2007年10月 尾道大学創作民話の会）「帰省」「帰郷」
- 新・本格推理 特別編 不可能犯罪の饗宴（2009年3月 光文社文庫）「花散る夜に」
- 事件の痕跡（2007年12月 光文社 カッパ・ノベルス / 2012年4月 光文社文庫）「希望の形」
- STORY BOX vol.02 内閣（2009年9月 小学館）「不通」
- STORY BOX vol.07 異境 - vol.08 息子（2010年2月 - 3月 小学館）「相棒」
- スタートライン 始まりをめぐる19の物語（2010年4月 幻冬舎文庫）「帰省」
- ミステリ・オールスターズ（2010年9月 角川書店 / 2012年9月 角川文庫）「かえれないふたり 第二章　失われた記憶」※リレー小説
- エール！ 2（2013年4月 実業之日本社文庫）「黄昏飛行」
- かみのらぼ Vol.1（2013年7月 尾道市立大学芸術文化学部）「王様の耳はロバの耳異聞」
- アンソロジー 捨てる（2015年11月 文藝春秋）「戻る人形」「ツバメたち」「バー・スイートメモリーへようこそ」「夢捨て場」
- 尾道草紙11（2016年3月 尾道市立大学創作民話の会）「弥生尽の約束」
- 3時のおやつ ふたたび（2016年2月 ポプラ文庫）※エッセイアンソロジー「砂糖なしで和スイーツ」
- 毒殺協奏曲（2016年6月 原書房 / 2019年1月 PHP文芸文庫）「三人の女の物語」
- アンソロジー 隠す（2017年2月 文藝春秋 / 2019年11月 文春文庫）「アリババと四十の死体」「まだ折れていない剣」
- 惑―まどう― アンソロジー（2017年7月 新潮社 / 2022年2月 実業之日本社文庫）「ヘンゼルと魔女」「赤い椀」「喫茶マヨイガ」
- 推理作家謎友録 日本推理作家協会70周年記念エッセイ（2017年8月 角川文庫）※エッセイアンソロジー「最初の一歩」
- 尾道草紙13（2018年3月 尾道市立大学創作民話の会）「浄土寺の願掛け石」
- 怪を編む ショートショート・アンソロジー（2018年4月 光文社文庫）「夕暮れ色のビー玉」
- 小津安二郎 大全（2019年3月 朝日新聞出版）「昔も今もほろ苦い」※論考
- 平成怪奇小説傑作集〈2〉（2019年9月 創元推理文庫）「帰去来の井戸」
- アンソロジー 初恋（2019年12月 実業之日本社文庫）「黄昏飛行 涙の理由」
- 11の秘密 ラスト・メッセージ（2021年12月 ポプラ社）「黄昏飛行 時の魔法編」
- 絶対名作！ 十代のためのベスト・ショート・ミステリー 涙と笑いのミステリー（2022年2月 汐文社）「橋を渡るとき」
- おいしい旅 想い出編（2022年7月 角川文庫）「旅の始まりの天ぷらそば」

### 絵本
- やさしいひつじかい（1992年10月 女子パウロ会） - 絵：佐々木洋子
- 風の交響楽（シンフォニー）（1996年3月 女子パウロ会 / 2019年5月 女子パウロ会【改訂】） - 影絵：藤城清治
- 空にかざった おくりもの（1998年5月 女子パウロ会） - 絵：牧野鈴子
- ほしのおくりもの クリスマスどうわ（1999年10月 女子パウロ会） - 絵：牧野鈴子
- 星月夜の夢がたり（2004年5月 文藝春秋 / 2007年10月 文春文庫）- 絵：鯰江光二 ※掌編 (著者の定義ではメルヘン) 32編を本文とする絵本
- 虹のまちの想い出（2011年4月 PHP研究所） - 絵：鯰江光二、演奏：小原孝 ※ウィリアム・ギロックの叙情小曲集24曲ほか1曲(CDつき)を題材とする掌編25編を本文とする絵本

### 詩集
- 道 LA STRADA（1989年8月 女子パウロ会） - 絵：黒井健
- 詩集 木洩れ日は いのちのしずく（2008年11月 女子パウロ会）

### エッセイ
- 「ラフカディオ・ハーンから小泉八雲へ」『尾道文学談話会会報』第六号、尾道市立大学芸術文化学部日本文学科、2016年2月[8]

### その他
- ポップスで学ぶ英語（2000年8月 溪水社）

### 翻訳
- あのほしについていこう（1995年5月 女子パウロ会） - 著：リンダ・パリー、絵：アラン・パリー
- ノアのはこぶね（1996年8月 女子パウロ会） - 著：リンダ・パリー、絵：アラン・パリー
- 祈りの泉 365のことば（1998年7月 女子パウロ会） - 編著：ジーン・ヒントン

### 監修
- 尾道草紙（2006年2月 - 尾道大学創作民話の会、尾道市立大学創作民話の会）

### 編纂
- おのみち怪談（2018年4月 本分社） - 監修：東雅夫
- おのみち怪談2（2021年4月 本分社） - 監修：東雅夫

## 映像化作品
- 十八の夏（2006年7月17日 TBS）

## 海外への翻訳

### 中国大陸（簡体字）
- 十八之夏（刊行予定、吉林出版集团有限责任公司） - 十八の夏

### 台灣（正體字）
- 十八之夏（2006、尖端出版社） - 十八の夏

## 番組出演
- 喜助・栗助よもやま噺 キスクリ 2016年4月15日配信回[9]